# 福井市社西小学校
福井市社西小学校（ふくいし やしろにししょうがっこう）は、福井県福井市にある公立小学校。
社地区の社北小学校、社南小学校の児童数が急増したため、学校規模の適正化を図るために新設された。

## 沿革

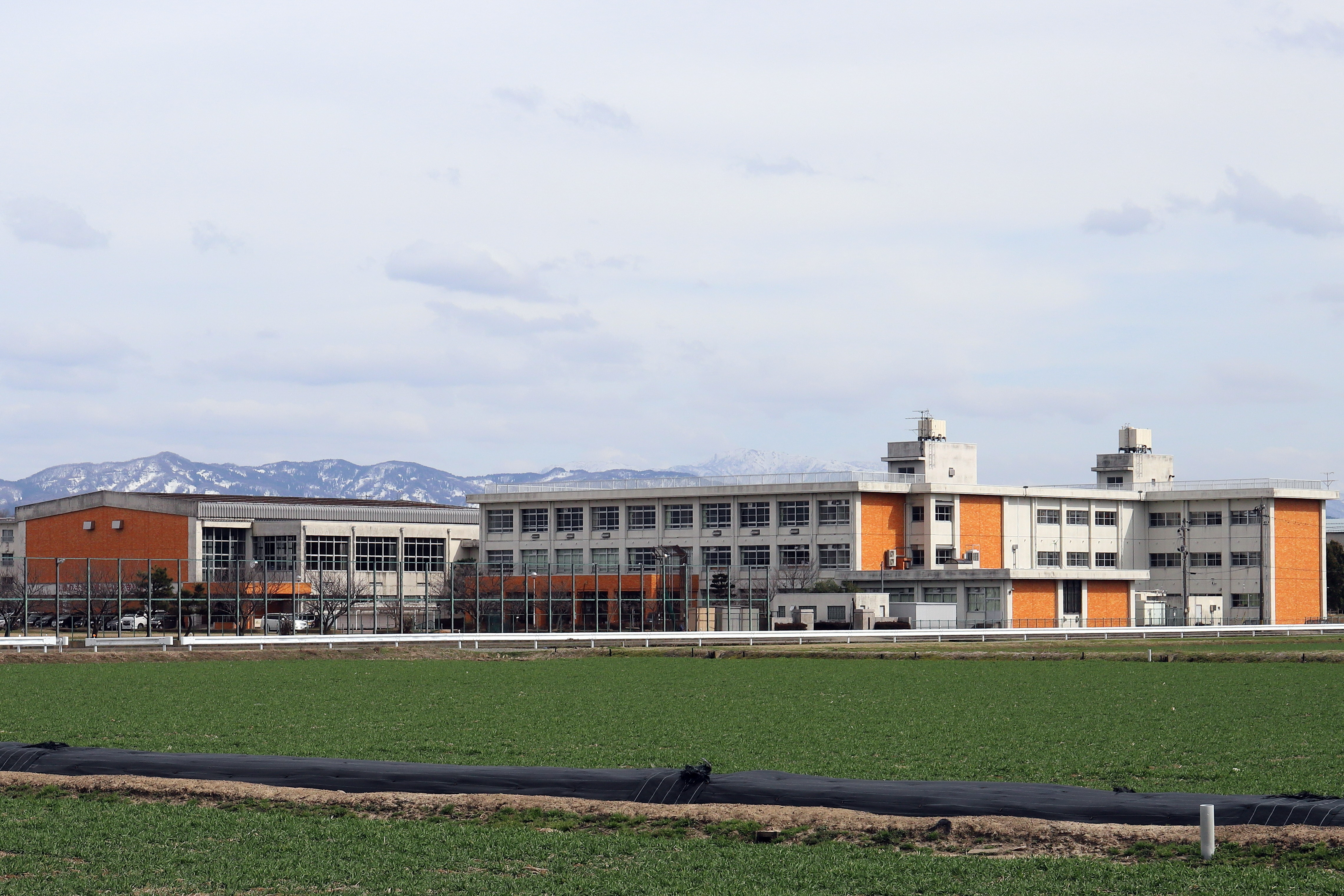
福井市社西小学校 遠望

## 学校周辺
- 福井運動公園
  - 福井県営球場
- 福井市社中学校
- 福井県立科学技術高等学校
- 福井県立道守高等学校

## アクセス
- 京福バス：「運動公園南口」下車。